# (274334) Kyivplaniy
(274334) Kyivplaniy est un astéroïde de la ceinture principale.

## Description
(274334) Kyivplaniy est un astéroïde de la ceinture principale. Il fut découvert le 3 septembre 2008 à Androuchivka par l'observatoire astronomique d'Androuchivka. Il présente une orbite caractérisée par un demi-grand axe de 2,68 UA, une excentricité de 0,19 et une inclinaison de 6,2° par rapport à l'écliptique.

## Compléments